# Eaton (Name)
Eaton ist ein Familienname aus dem angloamerikanischen Sprachraum.

## Namensträger

### A
- Abbie Eaton (* 1992), britische Rennfahrerin
- Adam Eaton (Baseballspieler, 1977) (* 1977), US-amerikanischer Baseballspieler
- Adam Eaton (Fußballspieler) (* 1980), englischer Fußballspieler
- Adam Eaton (Baseballspieler, 1988) (* 1988), US-amerikanischer Baseballspieler
- Alfred Edwin Eaton (1844–1929), britischer Insektenkundler
- Alvah Augustus Eaton (1865–1908), US-amerikanischer Botaniker
- Amos Eaton (1776–1842), US-amerikanischer Botaniker
- Amos Beebe Eaton (1806–1877), US-amerikanischer Offizier, Unionsgeneral im Sezessionskrieg
- Andrew Eaton (* 1959), US-amerikanischer Filmproduzent
- Ashton Eaton (* 1988), US-amerikanischer Zehnkämpfer

### B
- Benjamin Harrison Eaton (1833–1904), US-amerikanischer Politiker
- Brando Eaton (* 1986), US-amerikanischer Schauspieler
- Brianne Theisen-Eaton (* 1988), kanadische Leichtathletin (Siebenkampf)

### C
- Charles Eaton (Offizier) (1895–1979), britisch-australischer Luftwaffenoffizier und Diplomat
- Charles Aubrey Eaton (1868–1953), US-amerikanischer Politiker
- Charles le Gai Eaton (1921–2010), britischer Diplomat und Autor
- Charles Warren Eaton (1857–1937), US-amerikanischer Künstler
- Chris Eaton (* 1987), britischer Tennisspieler
- Cleveland Eaton (1939–2020), US-amerikanischer Jazz-Musiker
- Cliff Eaton (1910–1979), englischer Fußballspieler
- Courtney Eaton (* 1996), australische Schauspielerin
- Cyrus S. Eaton (1883–1979), kanadischer Investment-Banker, Geschäftsmann und Philanthrop

### D
- Daniel Cady Eaton (1834–1895), US-amerikanischer Botaniker
- David Eaton (Komponist) (* 1949), US-amerikanischer Komponist
- David Eaton (Fußballspieler) (* 1981), englischer Fußballspieler
- Doris Eaton Travis (1904–2010), US-amerikanische Tänzerin und Schauspielerin

### E
- Edith Maude Eaton (1865–1914), kanadische Schriftstellerin, siehe Sui Sin Far
- Elizabeth A. Eaton (* 1955), US-amerikanische lutherische Bischöfin
- Ernest T. Eaton (1877–1957), US-amerikanischer Politiker
- Evelyn Eaton (1902–1983), kanadische Autorin und Dichterin

### F
- Fanny Eaton (1835–1924), jamaikanisch-britisches Künstlermodell
- Frank Eaton (1902–1979), englischer Fußballspieler
- Frederick Eaton (1856–1934), US-amerikanischer Politiker
- Frederick McCurdy Eaton (1905–1984), US-amerikanischer Jurist

### G
- George Eaton (* 1945), kanadischer Autorennfahrer
- Gertrude Eaton (1863–1940), walisisch-britische Sängerin, Suffragette und Strafrechtsreformerin

### H
- Henry Smith Van Eaton (1826–1898), US-amerikanischer Politiker
- Horace Eaton (1804–1855), US-amerikanischer Politiker
- Hubert A. Eaton (1916–1991), US-amerikanischer Tennisspieler
- Hubert L. Eaton (1881–1966), US-amerikanischer Unternehmer und Gründer der Forest Lawn Memorial-Parks & Mortuaries
- Hugh Eaton (1899–1988), britischer Autorennfahrer

### J
- Jack Eaton (1888–1968), US-amerikanischer Filmproduzent und -regisseur
- James Eaton (Marineoffizier) (1783–1856/1857), britischer Marineoffizier
- James A. Eaton (* 1982), britischer Ornithologe, Fotograf und Unternehmer
- Jarret Eaton (* 1989), US-amerikanischer Leichtathlet
- Jason Eaton (Fußballspieler) (* 1969), englischer Fußballspieler
- Jason Eaton (Rugbyspieler) (* 1982), neuseeländischer Rugbyspieler
- Jimmy Van Eaton (1937–2024), US-amerikanischer Schlagzeuger
- Joe Eaton (Fußballspieler) (* 1931), englischer Fußballspieler
- Joe Oscar Eaton (1920–2008), US-amerikanischer Jurist
- John Eaton (Pirat), englischer Piratenkapitän des 17. Jahrhunderts
- John Eaton (Geistlicher) (1575–1631), englischer puritanischer Geistlicher und Autor
- John Eaton (Politiker) (1790–1856), US-amerikanischer Politiker und Diplomat
- John Eaton (General) (1829–1906), US-amerikanischer General und Pädagoge
- John Eaton (Musiker, 1934) (* 1934), US-amerikanischer Jazzpianist
- John Eaton (Musiker, 1935) (1935–2015), US-amerikanischer Komponist und Pianist
- John Henry Eaton (1790–1856), US-amerikanischer Politiker
- John W. Eaton (* 1963), US-amerikanischer Softwareentwickler
- Joseph W. Eaton (1919–2012), US-amerikanischer Soziologe

### K
- Kenny Eaton (1916–1980), US-amerikanischer Rennfahrer

### L
- Lealdes McKendree Eaton (1905–1958), US-amerikanischer Neurologe
- Lewis Eaton (1790–1857), US-amerikanischer Politiker
- Lloyd Eaton (1918–2007), US-amerikanischer Football-Spieler und Trainer

### M
- Margaret Eaton, Baroness Eaton (* 1942), britische Life Peeress
- Marjorie Eaton (1901–1986), US-amerikanische Schauspielerin und Künstlerin
- Mark Eaton (Basketballspieler) (1957–2021), US-amerikanischer Basketballspieler
- Mark Eaton (Eishockeyspieler) (* 1977), US-amerikanischer Eishockeyspieler
- Mary Eaton (1901–1948), US-amerikanische Schauspielerin und Tänzerin
- Mary Emily Eaton (1873–1961), britische Pflanzenmalerin
- Matt Eaton (* 1961), US-amerikanischer Radrennfahrer
- Meredith Eaton (* 1974), US-amerikanische Schauspielerin
- Monroe Davis Eaton (1904–1989), US-amerikanischer Bakteriologe

### O
- Olivia Eaton (* 1998), neuseeländische Sprinterin

### P
- Pearl Eaton (1898–1958), US-amerikanische Schauspielerin und Choreografin
- Philip Eaton (1936–2023), US-amerikanischer Chemiker

### R
- Richard Eaton (1914–1968), kanadischer Chorleiter, Organist, Komponist
- Robert Eaton (* 1940), US-amerikanischer Automobilmanager
- Robert Eaton (Fotograf) (1819–1871), englischer Fotograf

### S
- Sam Eaton (1878–1957), englischer Fußballspieler
- Sarah Eaton, kanadische Politikwissenschaftlerin und Sinologin
- Scot Eaton (* 1960), US-amerikanischer Comiczeichner
- Shirley Eaton (* 1937), britische Schauspielerin
- Steve Eaton (* 1959), englischer Fußballspieler
- Stewart Eaton (* vor 1958), britischer Bratschist
- Suzanne Eaton (1959–2019), US-amerikanische Molekularbiologin

### T
- Theodore H. Eaton (junior), US-amerikanischer Paläontologe
- Theophilus Eaton (1590–1658), englischer Siedler
- Thomas M. Eaton (1896–1939), US-amerikanischer Politiker
- Timothy Eaton (1834–1907), kanadischer Warenhausunternehmer

### V
- Valoy Eaton (* 1938), US-amerikanischer Maler

### W
- Walter Eaton (1881–1917), englischer Fußballspieler
- Walter Prichard Eaton (1878–1957), US-amerikanischer Theaterkritiker und Autor
- William Eaton (Soldat) (1764–1811), US-amerikanischer Militäroffizier
- William Eaton (Sprinter) (1882–1953), US-amerikanischer Sprinter
- William Eaton (Langstreckenläufer) (1909–1938), britischer Langstreckenläufer
- William Eaton (Musiker) (* 1951), US-amerikanischer Jazzgitarrist
- William A. Eaton (Biophysiker) (William Allen Eaton; * 1938), US-amerikanischer Biophysiker
- William A. Eaton (Politiker) (William Alan Eaton; * um 1956), US-amerikanischer Politiker und Diplomat
- William J. Eaton (1930–2005), US-amerikanischer Journalist
- William R. Eaton (1877–1942), US-amerikanischer Politiker
- William W. Eaton (1816–1898), US-amerikanischer Politiker
- Wyatt Eaton (1849–1896), kanadischer Maler